# Lucie Bílá
Lucie Bílá, właściwie Hana Zaňáková (ur. 7 kwietnia 1966 w Otvovicach) – czeska wokalistka i aktorka.

## Życiorys
Zaczynała jako nastolatka. Od początku lat 80. śpiewała z grupami rockowymi (Helius, Rock-Automat, Arakain). W 1985 r. stała się profesjonalną piosenkarką i wkrótce zajęła miejsce w gronie wykonawców muzyki rozrywkowej (z zespołem Petra Hanniga nagrała pierwszą płytę długogrającą z przebojem Neposlušné tenisky).
Dysponuje interesującym kolorem głosu i jego budzącą podziw skalą (ponad trzy oktawy). Jest interpretatorką nie tylko muzyki rockowej, ale także poważnej.
Współpracuje z Karelem Gottem, z chórem chłopięcym Boni pueri, a także w teatrach muzycznych – występy w musicalach: Les Miserables (1992), Zahrada rajských potěšení (1993), Dracula (1995), Krysař (1996), Johanka z Arku (2000), Romeo a Julie (2003), Excalibur (2003), Němcová! (2008), Carmen (2008). 
Grała w filmach: Requiem pro panenku (1993), Princezna ze mlejna, (1994), Král Ubu (1996). Występowała także w telewizji.
Otrzymała w sumie kilkadziesiąt różnych nagród.

## Dyskografia
- Neposlušné tenisky – pierwszy singiel (1985)
- Lucie Bílá (1986)
- Missariel (1992)
- Lucie Bílá (1994)
- Hvězdy jako hvězdy (1998)
- Úplně nahá (1999)
- Jampadampa (2003)
- Láska je láska (Best Of) (2004)
- Koncert (Live album + 3 piosenki studyjne) (2006)
- Platinum Collection (kolekcja 3 CD) (2007)
- Woman (2007)
- Lucerna (Live album) (2008)